# Chiesa di San Pietro (Orlu, Ariège)
La chiesa di San Pietro (in francese église Saint-Pierre) è la chiesa parrocchiale del paese di Orlu, all'interno della Diocesi di Pamiers, nel Dipartimento dell'Ariège nella regione dell'Occitania.

## Storia
La chiesa venne costruita nel 1810 circa per sostituire la precedente cappella, danneggiata da un terremoto.

## Descrizione
Gli interni sono semplici e con un altare di legno e una croce di ferro. Realizzata in stile neogotico, presenta un campanile a vela sulla facciata con due campane.